# Цуанг, Жозеф
Жозе́ф «Йоз» Цу́анг (люкс. Joseph „Jos“ Zuang; 15 марта 1891, Люксембург (город), Люксембург — 10 декабря 1962, Люксембург (город), Люксембург) — люксембургский гимнаст, участник летних Олимпийских игр 1912 года (4-е место в основном командном первенстве и 5-е место в командном первенстве по произвольной системе).